# Terre-neuvas
Pour les navires utilisés par les terre-neuvas et quelquefois aussi appelé terre-neuvas, voir Terre-neuvier.

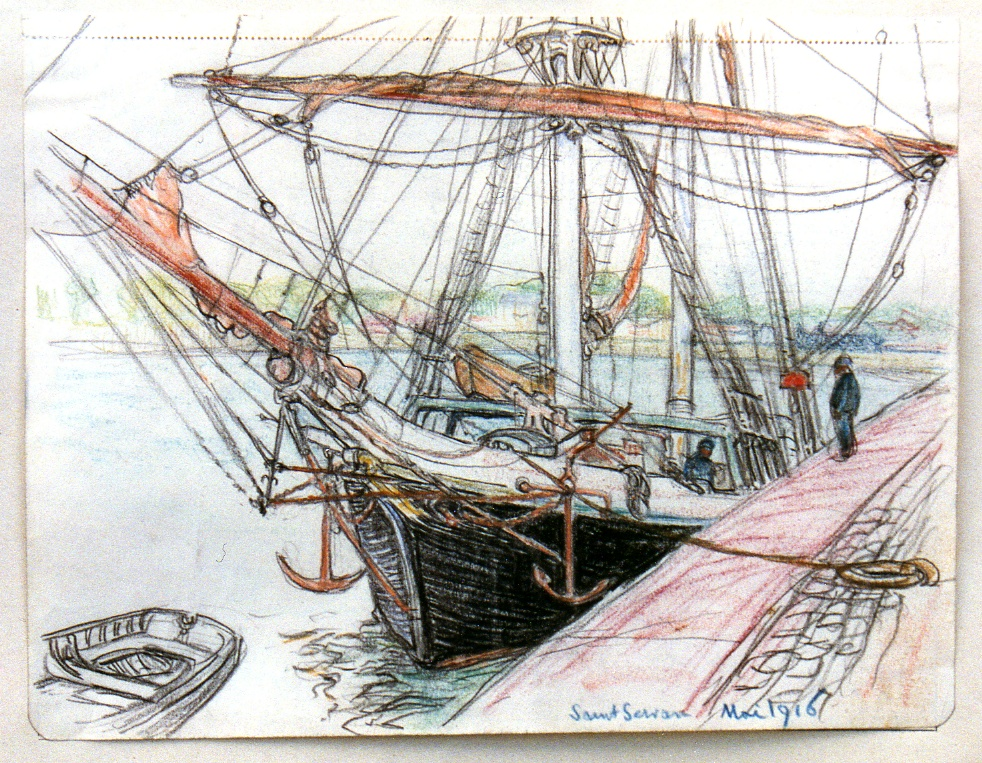
Terre-neuvas dans le port de Saint-Servan (1916)

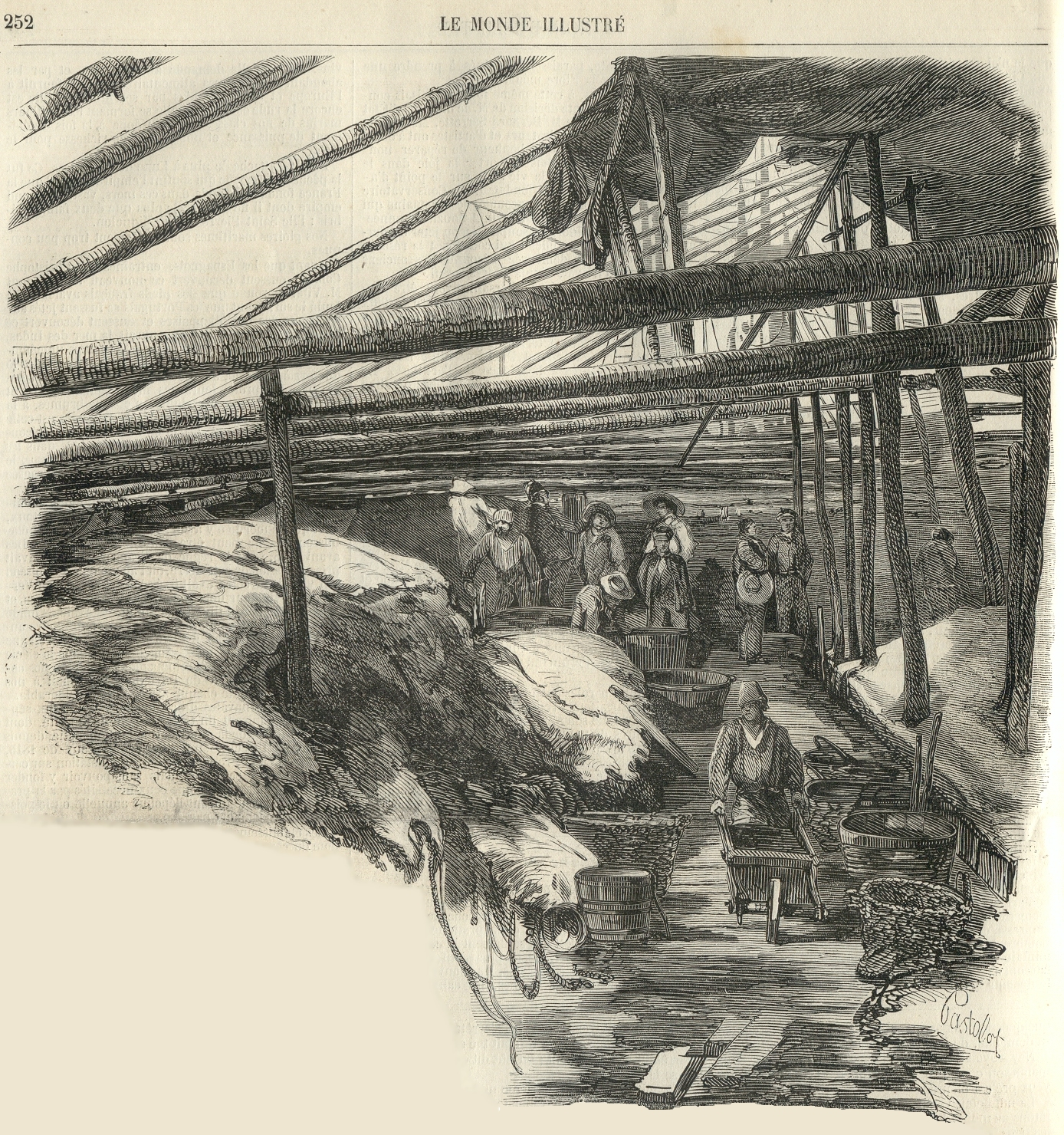
La pêche de la morue à Terre-Neuve en 1858

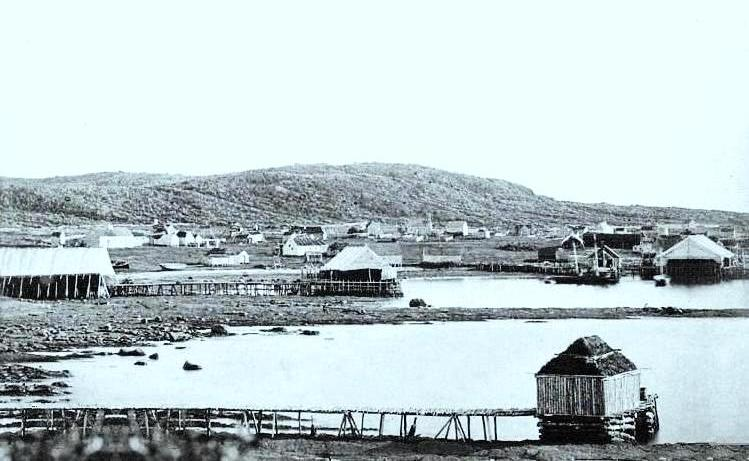
Station de pêche française, Conche, Terre-Neuve, 1859.

Les terre-neuvas sont les pêcheurs des terre-neuviers qui, du XVIe siècle au XXe siècle, partaient chaque année des côtes européennes pour pêcher la morue sur les Grands Bancs de Terre-Neuve, au large du Canada. Ces pêcheurs étaient majoritairement français mais également basques espagnols, portugais et anglais. Cette pêche a pris fin à cause de la raréfaction du poisson à la fin du XXe siècle due à la surpêche.
Par extension, le nom de terre-neuvas est aussi donné aux pêcheurs qui ont pratiqué une pêche similaire sur les bancs d'Islande (en Bretagne, ces derniers sont appelés « islandais »).
Cette pêche représenta une activité économique importante pour les populations du littoral français. Saint-Malo et Fécamp, ainsi que Granville devinrent d'importants ports de terre-neuvas.
Cette pêche entraîna la colonisation et le développement de l'archipel de Saint-Pierre-et-Miquelon, situé à proximité immédiate des bancs, dont le port de Saint-Pierre servait de port de relâche et d'approvisionnement aux navires de pêche.

## Historique
Lancée dès le milieu du XVIe siècle,, elle connut son apogée entre 1820 et 1840, avec plus de 10 000 pêcheurs français partant chaque année sur les bancs de Terre-Neuve et le long de la côte française de Terre-Neuve, ce chiffre descendant à 10 000 à la fin du XIXe siècle[pas clair]. La pêche intensive avec des moyens modernes conduisit à une quasi-disparition de la ressource en morue et à une interdiction de pêche par les autorités canadiennes. À Fécamp, premier port morutier français d'après-guerre, la pêche dans les eaux de Terre-Neuve prend fin en 1987.

## Type de pêche

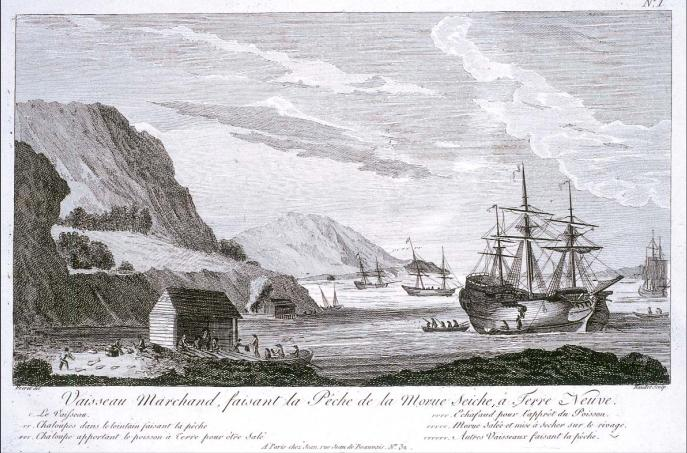
Vaisseau de pêche sur la côte française de Terre-Neuve en 1820.

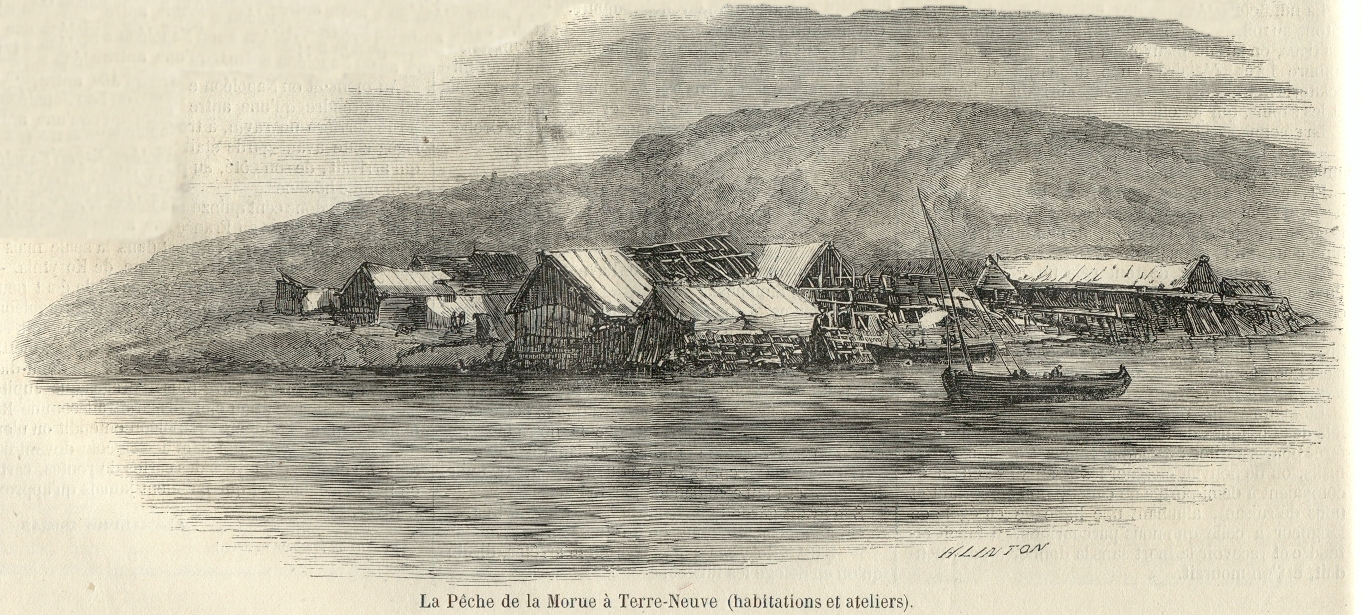
La pêche de la morue à Terre-Neuve en 1858 : habitations et ateliers

On distinguait deux types de pêche à la morue de Terre-Neuve :
- La pêche à la morue sèche[3]. Elle se pratiquait le long des côtes de Terre-Neuve à l'abri des vents et des courants. Les navires partaient d'Europe avec une centaine d'hommes, et mouillaient dans un havre de la côte de Terre-Neuve. Les marins construisaient à  terre des installations sommaires pour stocker et préparer le poisson mais également y vivre. Ils partaient ensuite à la pêche en chaloupe et au filet, le poisson ramené à terre chaque soir était préparé, salé et laissé sécher à l'air sur les grèves (appelées graves) d'où son nom. Séché ainsi, le poisson pouvait se conserver beaucoup plus longtemps et donc une fois de retour en France, être exporté, principalement vers le bassin méditerranéen. Cette pêche était également moins éprouvante pour les hommes qui vivaient à terre entre les journées de pêche. Le travail à terre était réalisé par les « peltas » ou « graviers » recrutés dans l’arrière-pays des ports morutiers. Leur vie était dure. Les Français, principalement les Bretons et Normands, occupaient la côte nord-est de Terre-Neuve, la côte française de Terre-Neuve les Basques, les Anglais et les Portugais se partageant le reste du littoral. Les droits de pêche français sur la côte de Terre-Neuve cessèrent en 1904.
- La pêche à la morue verte dite aussi « pêche errante »[3] : elle se pratiquait au large sur les bancs. Les navires partaient pour une saison de pêche de 6 à 7 mois avec des équipages de 20 à 30 hommes. La technique de pêche évolua au fil du temps. Au début, les pêcheurs tiraient des lignes le long du pont du navire, puis au début du XVIIIe siècle, ils tendirent des lignes à partir de chaloupes, remplacées vers 1873 par des doris, bateaux à fond plat plus manœuvrables et plus facilement empilables sur le pont. Une fois le bateau arrivé sur les bancs, les doris étaient mis à la mer avec deux hommes d'équipage et pêchaient toute la journée à la ligne dérivante ; les hameçons étaient la plupart du temps amorcés avec des bulots, qui étaient pêchés et décoquillés à l'arrivée sur les bancs. Une fois le produit de la pêche remonté à bord du terre-neuvier, le traitement de la morue était organisé et rapide, chaque tâche étant répartie : les « piqueurs » vidaient, « les décolleurs » lui coupaient la tête et les tripes, et les « trancheurs » fendaient la morue en deux et lui enlevaient l'arête dorsale. Le poisson était ensuite envoyés en cale où les « saleurs » le salaient et l'empilaient. Le métier de terre-neuva était un métier très éprouvant pour les hommes, travaillant à découvert sur le pont dans des conditions météo très difficiles, dans le froid et l'humidité. La mortalité et les pertes de navires étaient importantes en raison d'accidents à bord, des pertes de doris dans la brume, de tempêtes ou de rencontres avec des icebergs... Après la guerre, la pêche évolua vers la pêche au chalut avec le remplacement des voiliers par des chalutiers à moteur. Le dernier voilier terre-neuvier, le René Guillon, s'arrêta en 1951. La fin des années 1960 vit l'arrivée des bateaux-usines avec une mécanisation de la préparation du poisson en cale.

À partir des années 1780 une nouvelle technique se développa et devint prédominante : la pêche au moyen de lignes dormantes nommées harouelles.

## Déroulement des campagnes de pêche
Les équipages sont recrutés de fin novembre jusqu'à début janvier pour un appareillage à partir de la fin février jusqu'à la mi-mars. Le moment de l'appareillage est l'occasion de fêtes et de processions, comme à Saint-Malo à partir de 1926.

## Conditions de vie

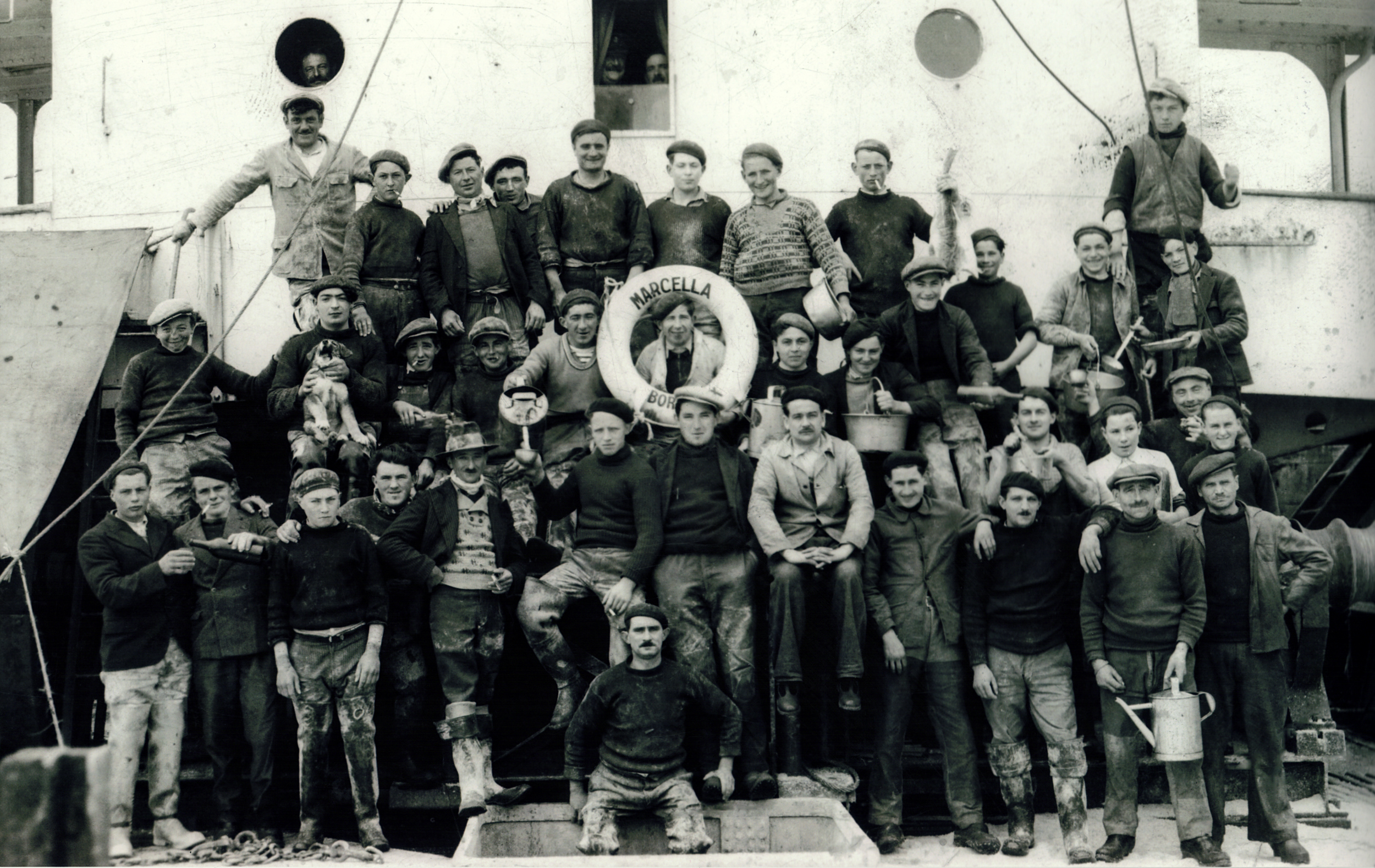
Équipage de Terre-Neuvas : le "Marcella", en 1938, à Saint-Pierre-et-Miquelon.

Différents rôles étaient attribués au sein de l'équipage : lieutenant, maître de pêche, pêcheurs, radio, cuisinier. Les rôles de capitaine et maître saleur étaient occupés par des personnes expérimentées.
Des enfants et adolescents étaient employés comme graviers pour assurer le séchage des morues sur les graves, les terrains caillouteux du rivage et exploités de manière éhontée.

### Contrat d'engagement des terre-neuvas
Le musée de Bretagne conserve un contrat d'engagement décrivant les règles et conditions régissant le travail des terre-neuvas. Ce document concerne la campagne de 1936 sur le bateau "Lieutenant René Guillon", sur lequel s'embarque Ollivier Henri en qualité de patron de doris par l'armateur Glâtre, pour un salaire de "2500,00 francs d'avance et trois mensualités de 500,00 francs".

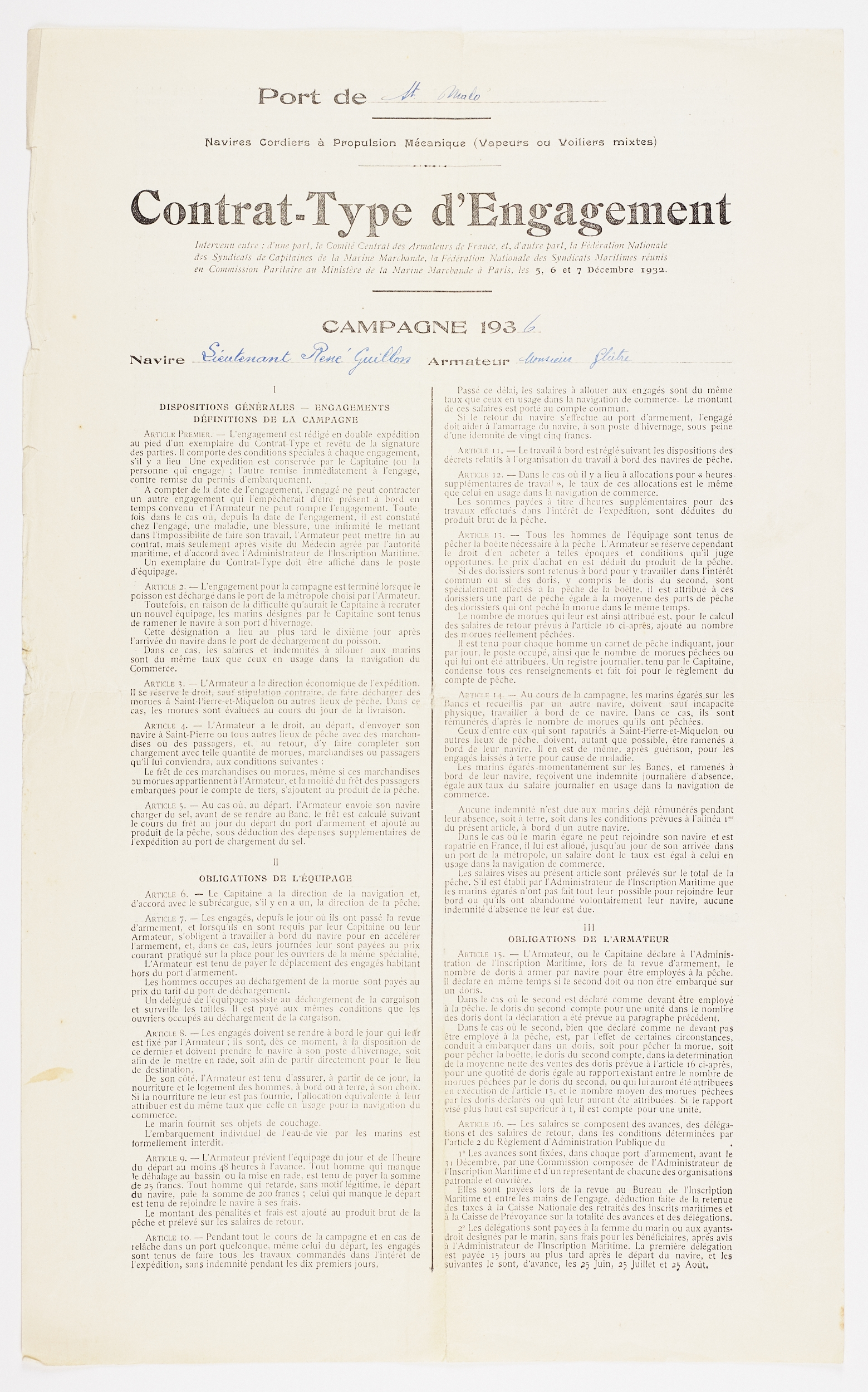
Contrat-type d'engagement terre-neuvas

Ce contrat s'appuie sur le contrat-type réalisé par le Comité central des Armateurs de France et la Fédération nationale des Syndicats de capitaine de la Marine marchande, réunis en commission paritaire au ministère de la Marine marchande à Paris les 5, 6 et 7 décembre 1932. Celui-ci est composé de vingt-quatre articles, répartis en quatre parties : les dispositions générales (engagements définitions de la campagne), les obligations de l’équipage, les obligations de l’armateur et les différends (dénonciation du contrat arbitrage).

### Vêtements

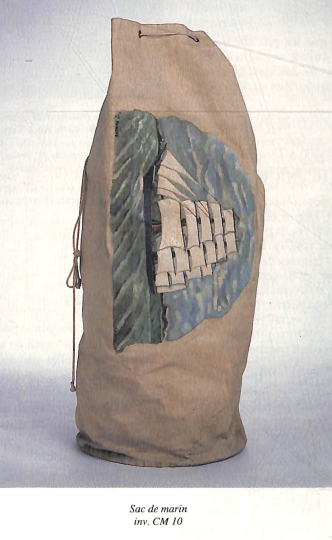
Sac de marin, XXe siècle, musée des Pêcheries, Fécamp.

Les conditions de vie étant dures à bord, les vêtements devaient s’y adapter, comme le témoigne Yvon Brehin pêcheur dès ses 13 ans dans les années 1960. Il raconte Terre-Neuve :
“Parfois nous passions six heures à travailler dans l’eau froide et salée, exposés au vent, à la neige et aux paquets de mer. Selon le poste occupé, nos mains étaient nues ou au mieux couvertes par ce qu’on appelait des mitaines. Mais cela n’empêchait pas les crevasses ou comme beaucoup, et c’est mon cas, la perte de bout de doigts. En revanche sur le pont, nous devions enfiler plusieurs couches de vêtements pour nous protéger du froid. Plusieurs pulls, deux pantalons et différentes couches de chaussettes. Mais nous étions constamment humides. Selon le poste occupé, nous ne pouvions pas tous porter des mitaines. Alors pour se réchauffer les mains, on se les tapait contre les flancs pour essayer de faire circuler le sang et retrouver quelques sensations.”

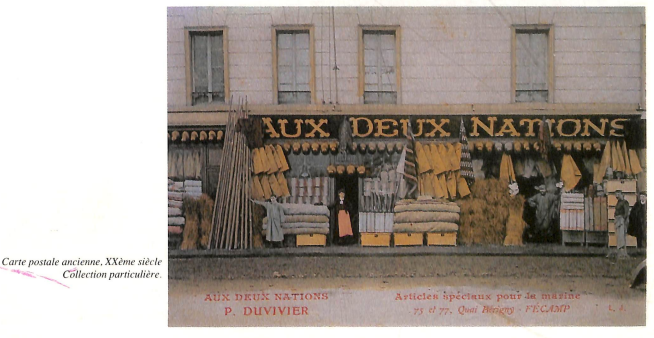
Carte postale ancienne, XXe siècle, montre le magasin d'articles de marine de Fécamp "Aux deux nations", collection particulière.

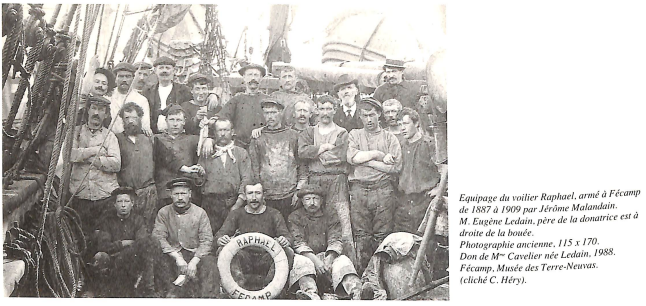
Equipage du voilier "Raphaël", fin XIXe début XXe siècle, Fécamp, musée des Pêcheries.

Dès le XVIe siècle, les terre-neuvas ont des vêtements spécifiques à leur profession, comme les chausses marinières qui sont une sorte de culotte bouffante qui se met au-dessus des vêtements normaux. Elle perdure jusqu’au XIXe siècle, époque à laquelle elle se transforme en pantalon en toile cirée qui se porte au-dessus du pantalon de jour, et qu’on appelle cotillon. Le cotillon devient naturellement dans les années 1950 un pantalon ou une salopette en toile cirée souvent jaune, porté avec une veste de même toile qui protège efficacement le marin. On en conserve quelques exemplaires dans les collections françaises (Musée de Bretagne, Musée des pêcheries de Fécamp). Leur attirail est caractérisé aussi par le suroît, chapeau à larges bords et imperméable. La pêche à Terre-Neuve a largement contribué au développement de vêtements de mer que l’on porte encore de nos jours comme le ciré, la veste de quart, les bottes en caoutchouc, la vareuse ou le pantalon de mer.
Voilà de quoi était composé le sac du marin selon un témoignage authentique :
Guy Desjardins, de Saint-Servan, embarque sur "l’Heureux", un chalutier classique de Saint-Malo, à la fin des années 1950.

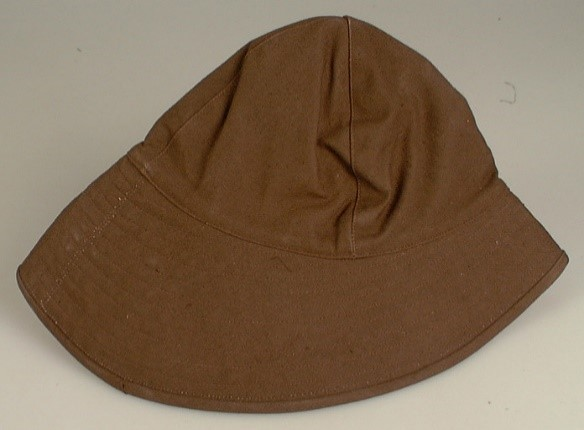
Suroît, toile brune, XXe siècle, Musée de Bretagne, Rennes.

"Quelques jours avant le départ, il faut faire l’inventaire du sac pour vérifier qu’il ne manque rien, vêtement ou tout autre chose, qui s’avérera indispensable en mer. La bonne solution consiste à vider le sac, étaler son contenu sur le lit et pointer au fur et à mesure ce que l’on range dans le sac.

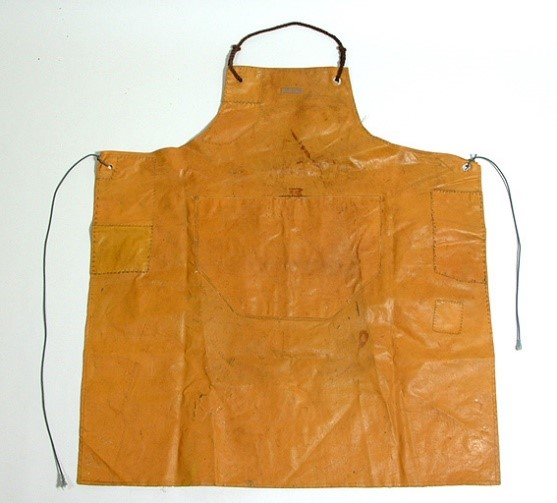
Tablier d'Henri Calvez, pêcheur à Terre-Neuve, début XXe siècle, toile cirée, Musée de Bretagne, Rennes.

C’est que le sac du marin contient toute une garde-robe : tricots de corps chauds, caleçons longs, chemises épaisses, gros chandail, vestes, pantalons, grosses chaussettes épaisses, chaussons, bottes cuissardes, vestes cirées, pantalons cirés, suroît, cagoules et mitaines en laine, gants de caoutchouc ; le tout au moins en double."

## Les «chasseurs de morue»
Les « chasseurs de morue » étaient des goélettes commandées par des capitaines au cabotage ou au long cours, qui partaient prendre des cargaisons de sel, souvent au Portugal, arrivaient fin mai en mer d'Islande ou dans les parages de Terre-Neuve, apportant aux goélettes de pêche un supplément de sel et ramenant en échange le produit des premières pêches, le plus souvent dans les ports de Bordeaux, La Rochelle, Nantes ou Saint-Malo.

## L'assistance aux pêcheurs
Longtemps inexistante, l'assistance aux terre-neuvas se développa principalement à partir de 1896 grâce à "Société des Œuvres de mer" qui arma successivement 7 navires-hôpitaux ; dans la décennie 1930, l'aumônier des terre-neuvas, le père Yvon, un capucin, arma la goélette-hôpital Saint-Yves[réf. à confirmer], prit la défense des marins-pêcheurs face aux armateurs, réalisa plusieurs films, écrivit des livres et créa même une chaîne de radio dénommée "Radio-Morue".

## Cartes
|  |  |

## Chansons
De nombreuses chansons de marin ont évoqué les Terre-Neuvas.
- Le plus connu des chanteurs les ayant évoqué est Théodore Botrel (La Paimpolaise, Mon gars d'Islande[20] Le gabier de Terre-Neuve[21], etc..
- Gaston Couté et Marc Robine : La complainte des Terre-Neuvas[22] ;
- Gérard Pierron : Ceux qui ont nommé "les Bancs"[23] ;
- etc..

## Outils
Les terre-neuvas utilisent des outils spécifiques pour la pêche à la morue : 

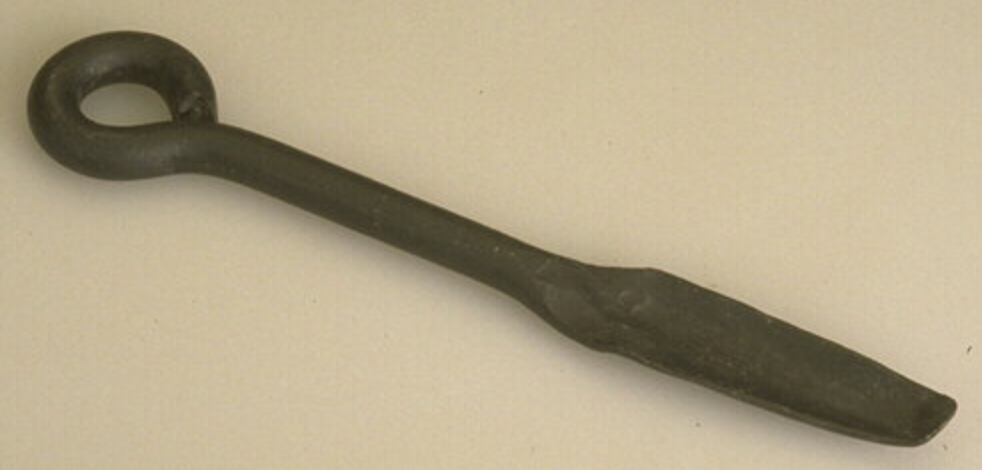
Enocteur, collections du Musée de Bretagne

• L'enocteur est une pièce métallique qui forme une partie plate légèrement concave. Le manche est pourvu d'un anneau d'accroche à son extrémité. D'une taille moyenne de 3.5 cm (largeur) sur 1 cm (hauteur) sur 18.7 cm (longueur). Cette cuillère à énocter ou "enocteur" est utilisé pour la pêche à la morue, afin de retirer le sang d'un poisson pour garantir sa conservation.

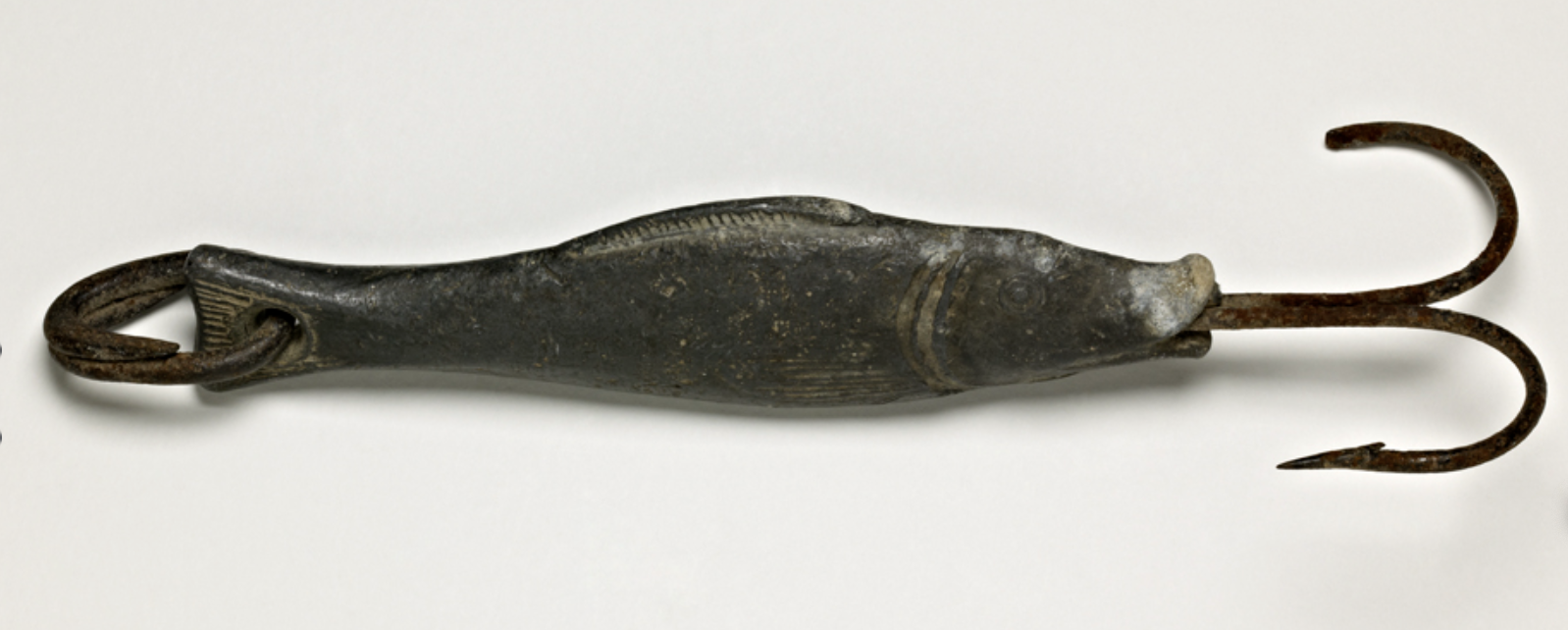
Hameçon, leurre, collections du musée de Bretagne

• L'hameçon (le faux) L'hameçon peut également servir de leurre, parfois en forme de poissons de différentes tailles.

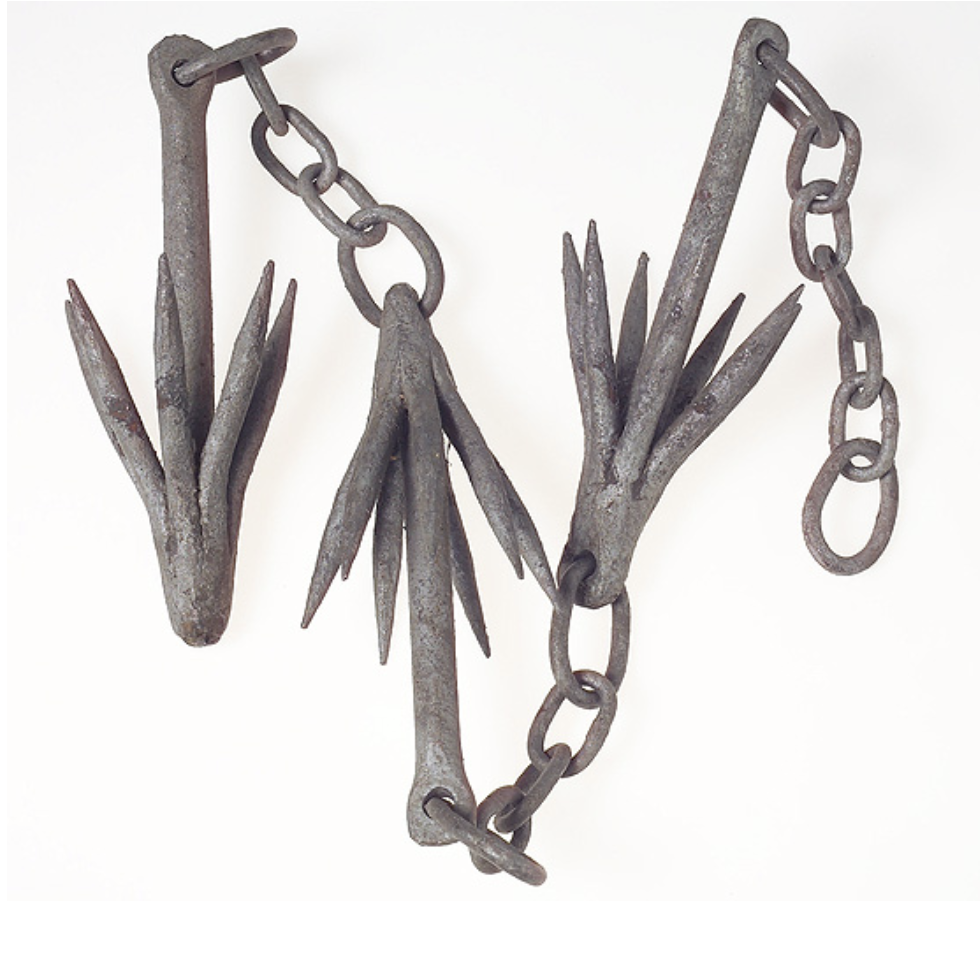
Grappin, collections du Musée de Bretagne

• Le grappin est appelé "chatte" par les marins terre-neuviers. Il servait à relever les lignes de fond. Les grappins sont en forme de "parapluies inversés"

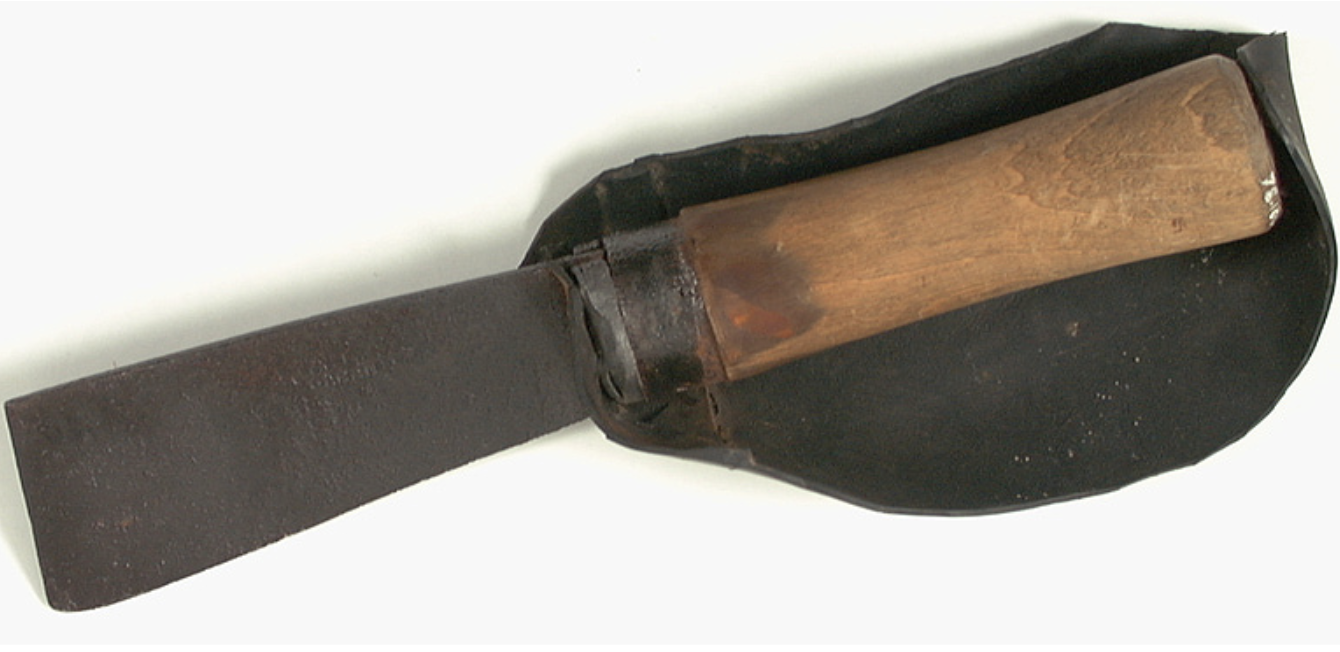
Couteau trancheur, collections du Musée de Bretagne

• Le couteau trancheur est un couteau avec une lame tranchante utilisé pour préparer le poisson et plus spécifiquement la morue.

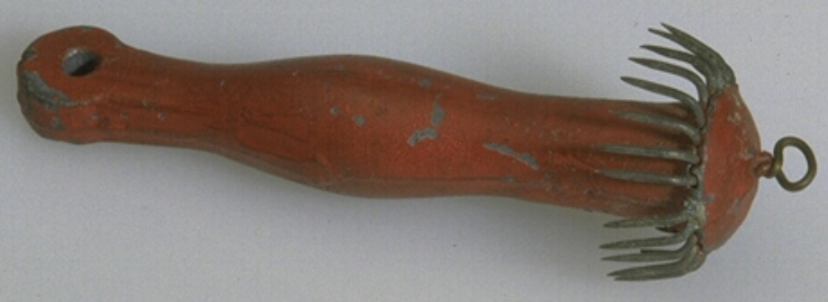
Turlutte, collections du Musée de Bretagne

• La turlutte est une sorte de "grappin" utilisé pour piquer le poisson en un autre endroit que la bouche. Il est surtout utilisé pour la pêche à la morue et aux encornets.

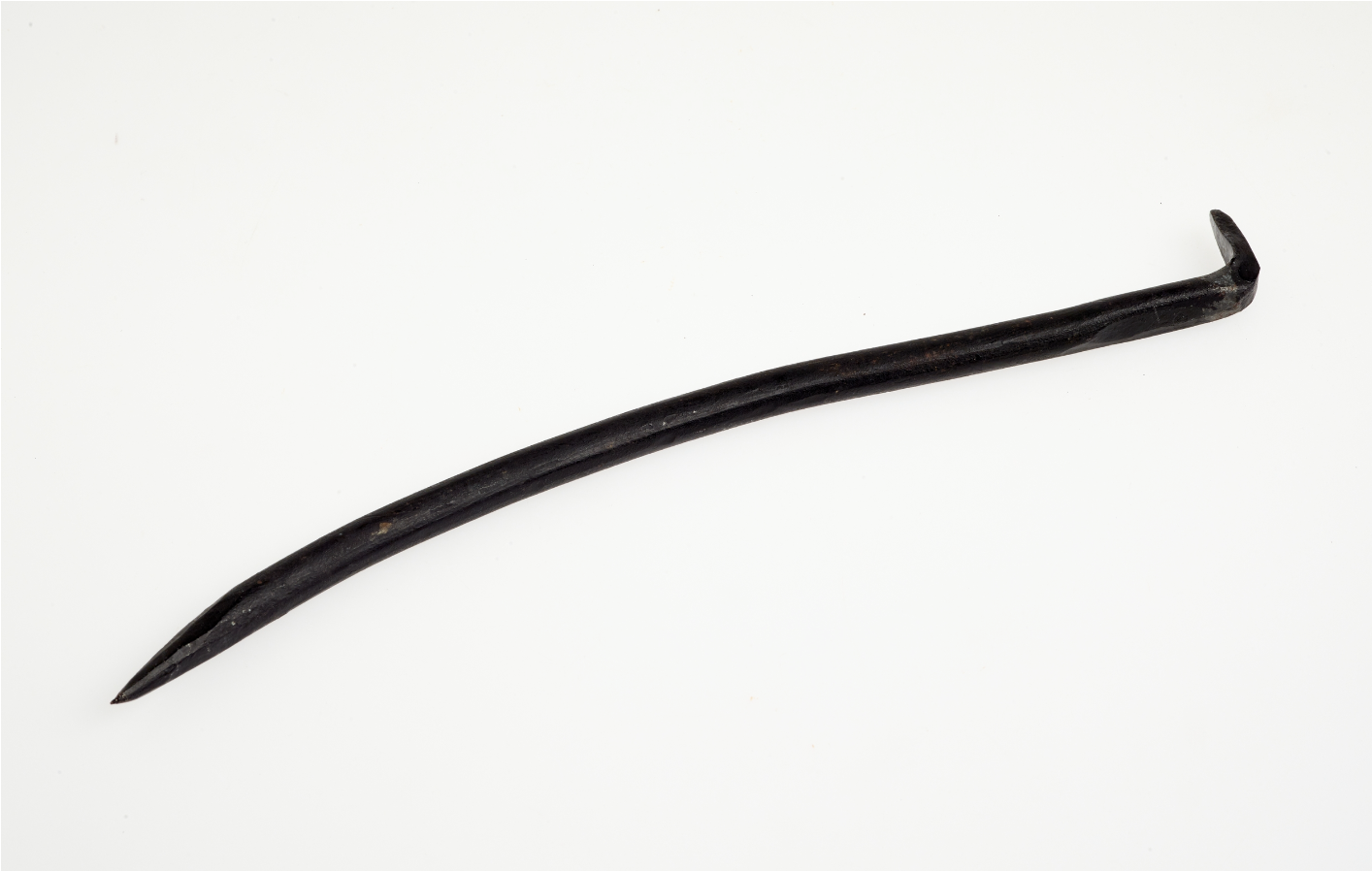
Pic, piquois, collections du Musée de Bretagne

• Le piquois permet d'attraper la morue. Sa tête recourbée lui permet d'assurer la prise dans une hampe en bois.

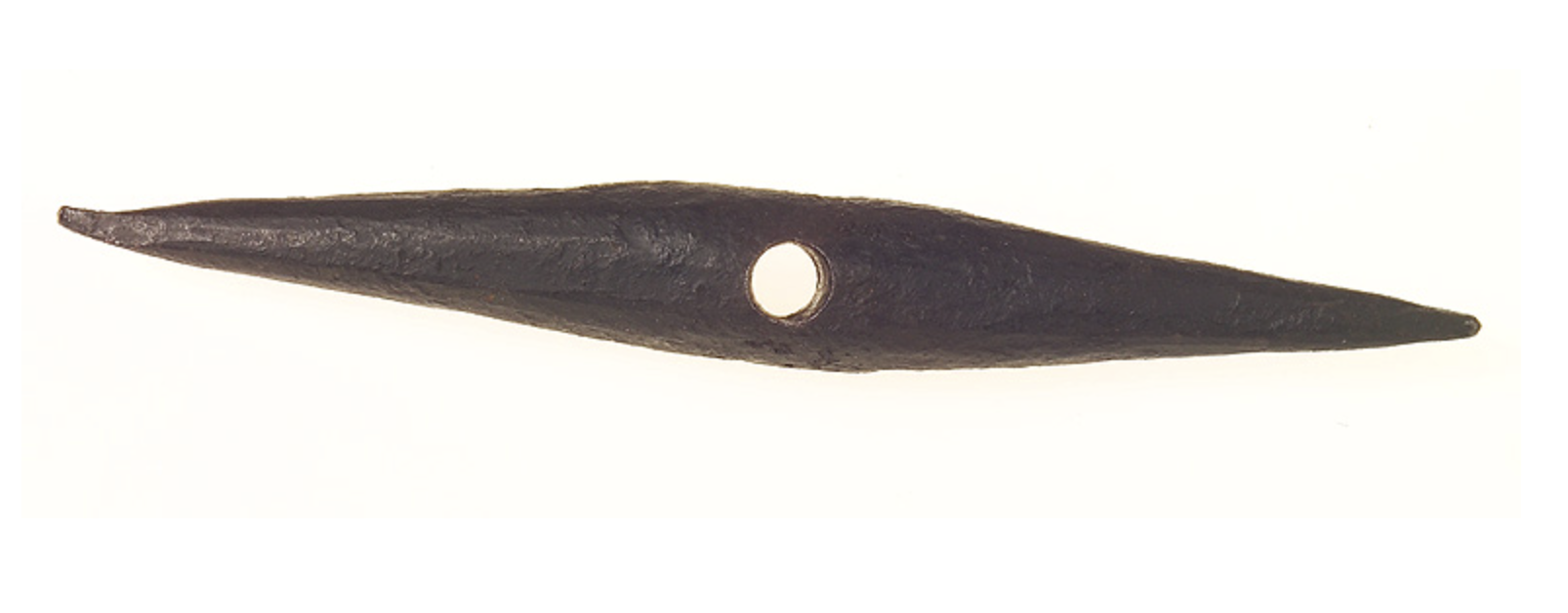
Elangueur, collections du Musée de Bretagne

• L'élangueur pièce métallique percée d'un trou circulaire, utilisé pour suspendre la morue.

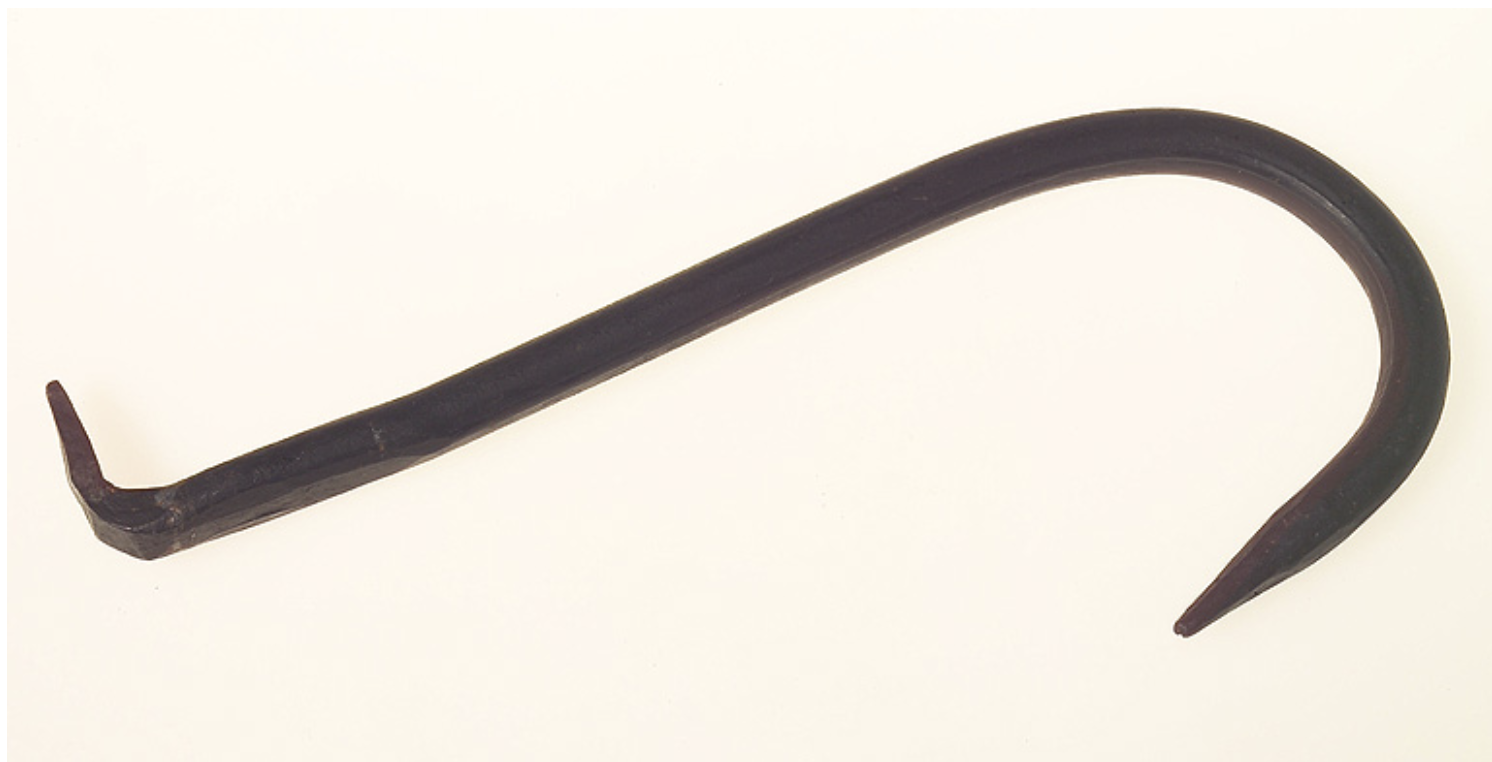
Croc de voilier, collections du Musée de Bretagne

• Le Croc de voilier est un crochet en fer permettant de hisser à bord les morues prises à la ligne.

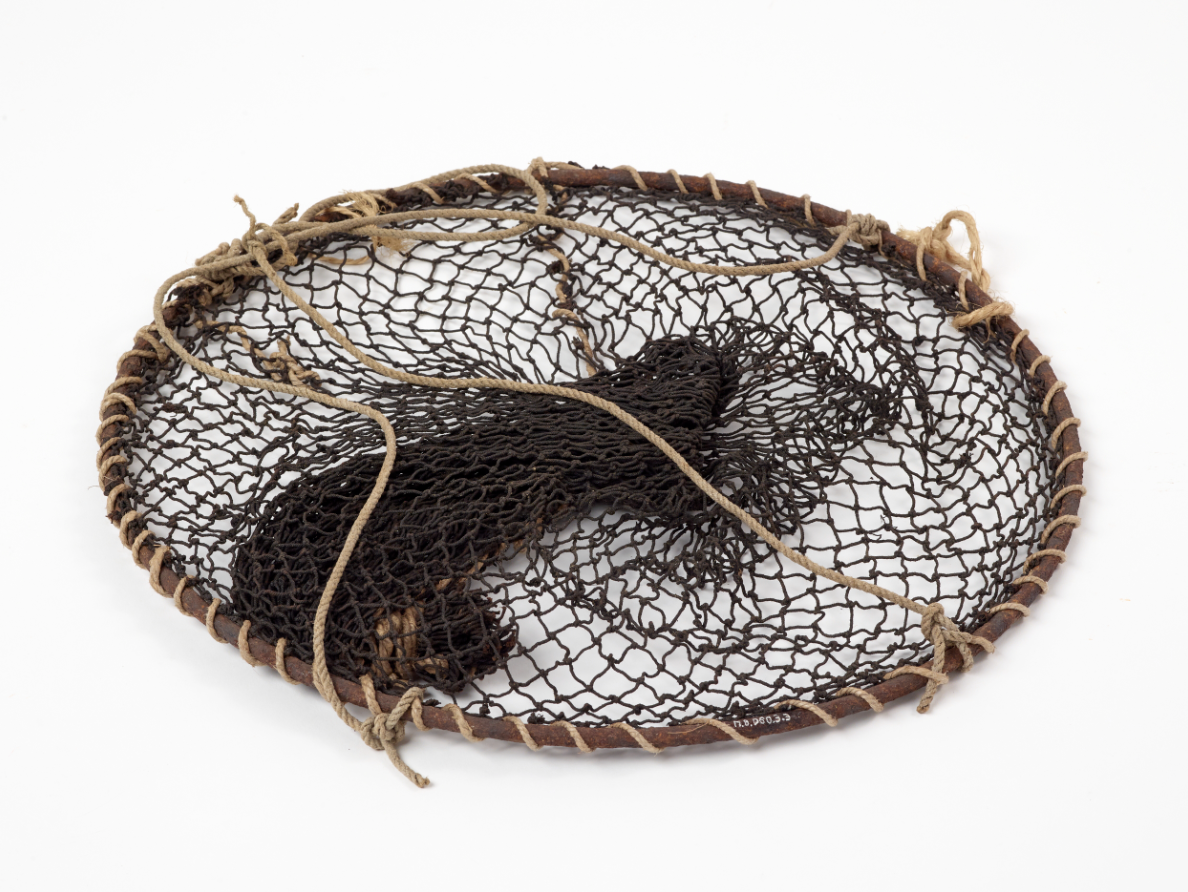
Balance, Chaudrette, collections du Musée de Bretagne

• La "Balance", ou "Chaudrette" sert généralement à la pêche des crustacés et plus spécialement celle des crevettes. Elle peut servir aussi à appâter les poissons, les morues.

### Filmographie
- 1997: Entre terre et mer d'Hervé Baslé.